# Рябцовский, Иосиф Григорьевич
Иосиф Григорьевич Рябцовский (1926—2013) — советский передовик угольной промышленности, машинист экскаватора Южного угольного карьера треста «Черемховуголь» комбината «Востсибуголь» Министерства угольной промышленности СССР. Депутат Верховного Совета СССР 6-го созыва.
Герой Социалистического Труда (1966).

## Биография
Родился 21 февраля 1926 года в городе Черемхово, Иркутской области в рабочей семье. 
С 1943 года в период Великой Отечественной войны, в возрасте семнадцати лет, И. Г. Рябцовский начал свою трудовую деятельность забойщиком на шахте Черемховского бассейна Иркутской области. С 1943 года призван в ряды Рабоче-Крестьянской Красной армии и направлен в действующую армию на фронт, участник Великой Отечественной войны. За участие в войне был награждён Орденом Отечественной войны 2-й степени.
С 1950 года после демобилизации из рядов Советской армии начал работать электрослесарем  на шахте Черемховского бассейна Иркутской области. В 1955 году  окончил Черемховский горный техникум. С 1955 по 1959 годы работал на различных должностях на Южном разрезе треста «Черемховуголь» — механиком погрузочного комплекса, начальником участка и машинистом шагающего экскаватора. С 1959 года начал работать в экипаже горной машины шагающего экскаватора и вывел свой экипаж в число лидирующих в Южном разрезе треста «Черемховуголь». В 1963 году в числе передовиков Рябцовский освоил экскаваторы большой мощности и стал бригадиром экскаватора ЭШ-15-90 №2
29 июня 1966 года  Указом Президиума Верховного Совета СССР «за выдающиеся заслуги в выполнении заданий семилетнего плана по развитию угольной и сланцевой промышленности и достижение высоких технико-экономических показателей в работе»  Иосифу Григорьевичу Рябцовскому было присвоено звание Героя Социалистического Труда с вручением Медали «Серп и Молот» и Орденом Ленина.
Продолжая работать на Южном разрезе треста «Черемховуголь», И. Г. Рябцовский в 1968 году закончил заочное отделение Иркутского политехнического института. 
Помимо основной деятельности занимался и общественно-политической работой: с 1962 по 1966 годы избирался депутатом Верховного Совета СССР 6-го созыва, в 1971 году избирался делегатом XXIV съезда КПСС
Скончался 12 января 2013 года в городе Черемхово, Иркутской области.

## Награды
- Медаль «Серп и Молот» (29.6.1966)
- Орден Ленина (29.6.1966)
- Орден Отечественной войны II степени (11.03.1985)
- Полный кавалер Знака «Шахтёрская слава»